# جسر نمير
جسر نمير (بالفارسية: پل نمیر) هو جسر تاريخي يعود إلى عصر السلالة الصفوية، ويقع في مقاطعة دماوند.